# Clare Leighton
Clara Ellaline Hope Leighton, a volte Clare Veronica Hope Leighton (12 aprile 1898 – 4 novembre 1989), è stata un'artista anglo-americana, scrittrice e illustratrice, nota soprattutto per le sue xilografie.

## Biografia
Clare Leighton nacque a Londra il 12 aprile 1898, figlia di Robert Leighton (1858-1934) e Marie Connor Leighton (1865-1941). Clare trascorse la sua giovinezza all'ombra del suo fratello maggiore, Roland, il preferito di sua madre; il soprannome di Clare era "la spettatrice". Nonostante ciò, i suoi primi sforzi nella pittura vennero incoraggiati dai genitori e dallo zio Jack Leighton, artista e illustratore. Nel 1915, Leighton iniziò gli studi al Brighton College of Art proseguì alla Slade School of Fine Art (1921–23) e alla Central School of Arts and Crafts, dove studiò xilografia con Noel Rooke.
Dopo aver completato gli studi, Leighton dedicò un periodo a viaggiare per l'Europa, soggiornando in Italia, Francia e nei Balcani. Realizzo schizzi di paesaggi e dei lavoratori delle classi più umili, sviluppando un'affinità per i ritratti della vita rurale.

## Carriera
Alla fine degli anni Venti e negli anni Trenta del Novecento, Leighton visitò gli Stati Uniti in occasione di un ciclo di conferenze, e vi emigrò nel 1939. Visse per un periodo a Baltimora e divenne amica di H. L. Mencken. Leighton fu naturalizzata nel 1945. Dal 1943 al 1945 fu membro del Dipartimento di Arte, Estetica e Musica alla Duke University. Nel 1945 fu ammessa alla National Academy of Design.
Nel corso di una lunga e prolifica carriera, Leighton scrisse e illustrò molti libri inneggianti alle virtù della vita rurale e dei suoi abitanti. Negli anni Venti e Trenta, mentre il mondo attorno a lei diveniva sempre più tecnologico, industriale e urbanizzato, Leighton continuò a dipingere uomini e donne dediti ai lavori della campagna. Negli anni Cinquanta creò disegni per la vetreria Steuben Glass, per la fabbrica di porcellane Wedgwood, vetrate per chiese del New England e per le vetrate del transetto della Cattedrale di Worcester in Inghilterra.
I suoi libri più noti sono The Farmer's Year (1933; un calendario agricolo inglese), Four Hedges - A Gardener's Chronicle (1935; la creazione di un giardino a partire da un terreno incolto che lei stessa realizzò a Chilterns) and Tempestuous Petticoat; The story of an invincible Edwardian (1948; sulla sua infanzia e sua madre bohémienne).
Leighton morì il 4 novembre 1989. Le sue ceneri sono conservate nel cimitero di Waterbury, Connecticut.